# Kōji Yamase
Kōji Yamase (jap. 山瀬 功治, Yamase Kōji; * 22. September 1981 in Sapporo) ist ein ehemaliger japanischer Fußballspieler.

## Karriere

### Verein
Kōji Yamase startete seine Karriere als Fußballer im Jahr 2000 beim japanischen Erstligisten Consadole Sapporo aus seiner Heimatstadt. Nach zwei erfolgreichen Jahren und neun Toren in 59 Spielen zog es den Mittelfeldspieler zum Spitzenclub Urawa Red Diamonds. In den Spielzeiten 2003 und 2004 konnte er sich jedoch keinen Stammplatz erarbeiten, obwohl ihm immerhin elf Treffer gelangen. 2005 wechselte Yamase zum Ligarivalen Yokohama F. Marinos auf, wo er seine bislang stärkste Zeit hatte. Bie Ende 2011 absolvierte er 137 Erstligaspiele und schoss dabei 32 Tore. 2011 unterschrieb er einen Vertrag beim Ligakonkurrenten Kawasaki Frontale. Mit dem Club aus Kawasaki spielte er 51-mal in der ersten Liga. Kyōto Sanga, ein Zweitligist aus Kyōto, nahm ihn ab 2013 für drei Jahre unter Vertrag. Der Erstligaabsteiger Avispa Fukuoka nahm ihn ab 2017 unter Vertrag. Für den Club aus Fukuoka stand er 71-mal in der zweiten Liga auf dem Spielfeld. Ligakonkurrent Ehime FC aus Matsuyama nahm ihn ab 2020 unter Vertrag. 2021 belegte er mit Ehime den 20. Tabellenplatz und stieg in die dritte Liga ab. Nach dem Abstieg verließ er den Verein und schloss sich Anfang Januar 2022 dem Zweitligisten Renofa Yamaguchi FC an. Für den Verein aus Yamaguchi bestritt er 50 Ligaspiele. Nach der Saison 2024 beendete er seine Karriere als Fußballspieler.

### Nationalmannschaft
Von 2006 bis 2010 spielte Yamase für die japanische Nationalmannschaft. Hier bestritt er 13 Länderspiele.

## Erfolge und Auszeichnungen

### Erfolge
Urawa Red Diamonds
- Japanischer Vizemeister: 2004
- Japanischer Ligapokalsieger: 2003
- Japanischer Ligapokalfinalist: 2004

### Auszeichnungen
- J.League Best Young Player: 2001